# 赛夫亨讷斯多夫
赛夫亨讷斯多夫（德語：Seifhennersdorf，發音：[zaɪfˈhɛnɐsˌdɔʁf] ⓘ）是德国萨克森州格尔利茨县的城市，面积19.12平方千米，2023年12月31日人口为3,610人。